# كين براون (لاعب غولف)
كين براون (بالإنجليزية: Ken Brown)‏ هو لاعب غولف بريطاني، ولد في 9 يناير 1957 في Harpenden ‏ في المملكة المتحدة.

## وصلات خارجية
- كين براون على موقع رابطة لاعبي الغولف المحترفين (الإنجليزية)
- كين براون على موقع رابطة أوروبا للاعبي الغولف المحترفين (الإنجليزية)
- كين براون على موقع التصنيف العالمي الرسمي للغولف (الإنجليزية)